# Carlotta (Californië)
Carlotta is een kleine plaats (unincorporated community) in Humboldt County in de Amerikaanse staat Californië. Volgens officiële schattingen wonen er ongeveer 300 mensen in Carlotta. 

## Geografie
Carlotta ligt 10,5 km ten zuidoosten van Fortuna en zo'n 56 km ten zuiden van de hoofdplaats van Humboldt County, Eureka. De plaats ligt aan de California State Route 36 en bevindt zich op 8 km van de U.S. Route 101. Carlotta ligt in de vallei van de Van Duzen River. Het is een rustig dorpje met veel weiland en bossen. De regio is relatief geïsoleerd van het meer stedelijke Californië en kent een heel beperkte groei.

## Politiek
Voor de Senaat van Californië ligt Carlotta in het tweede district, dat vertegenwoordigd wordt door de Democraat Noreen Evans. Voor de verkiezing van vertegenwoordigers in het Assembly, valt het dorp onder het eerste district, dat vertegenwoordigd wordt door de Democraat Wes Chesbro. Voor de verkiezing van Afgevaardigden in het Huis van Afgevaardigden ligt Carlotta in het eerste congresdistrict. Mike Thompson vertegenwoordigt het district sinds 1999.

## Trivia
Er werden enkele films opgenomen in Carlotta, namelijk: The Big Trees in 1952, Star Wars: Episode VI: Return of the Jedi in 1983 en Outbreak in 1995.